# Der Obersteiger (film)
Pour plus de détails, voir Fiche technique et Distribution.
Der Obersteiger est un film autrichien réalisé par Franz Antel sorti en 1952.
Il s'agit de l'adaptation de l'opérette de Carl Zeller.

## Synopsis
Au lieu de rester à la cour, le prince Max de Bavière préfère, avec son adjudant Medardus von Krieglstein, aller à la chasse, ce que son cousin, le roi Louis Ier, n'aime pas du tout. Afin d'éviter la cohue à la cour, le prince Max et son adjudant se rendent incognito à Hallstatt, où il retourne à la Löwenwirt en tant que porion bavarois.
Les villageois prennent Andreas Spaun, un autre client, pour Max. Spaun, qui manque un peu d’argent, est traité comme un prince extrêmement commode.
Au même moment, la princesse Louise arrive avec son entourage au château d'Ort (de). Pour pouvoir participer non reconnue à la kermesse de Hallstatt, Louise prétend être une fille ordinaire de Gmunden. Max et Louise se rencontrent, inconscients de ce qu'ils sont réellement, et tombent amoureux l'un de l'autre. Quand la fête est finie, le roi Ludwig reçoit un message demandant au prince Max et à la princesse Louise de se marier par fierté.

## Fiche technique
- Titre : Der Obersteiger
- Réalisation : Franz Antel assisté d'Arnfried Heyne
- Scénario : Franz Antel, Jutta Bornemann (de), Gunther Philipp, Friedrich Schreyvogl
- Photographie : Hans Heinz Theyer
- Montage : Arnfried Heyne
- Son : Paul Kemetter
- Musique : Hans Lang
- Direction artistique : Isabella Ploberger, Werner Schlichting
- Costumes : Gerdago
- Producteur : Erich von Neusser
- Sociétés de production : Patria Filmkunst
- Société de distribution : Löwen-Filmverleih
- Pays de production :  Autriche
- Langue : allemand
- Format : Noir et blanc — 35 mm — 1,33:1 — Son : Mono
- Genre : Musical
- Durée : 90 minutes
- Dates de sortie :
  - Allemagne : 3 novembre 1952.
  - Autriche : 6 novembre 1952.
  - France : 4 mai 1956[1].

## Distribution
- Hans Holt : Maximilien Joseph, duc en Bavière
- Josefin Kipper : Princesse Ludovica dite « Louise »
- Wolf Albach-Retty : Andreas Spaun
- Waltraut Haas : Nelly Lampl
- Grethe Weiser : Clara Blankenfeld
- Gunther Philipp : Medardus von Krieglstein
- Oskar Sima : Matthias Lampl
- Annie Rosar : Stasi
- Theodor Danegger (de) : Pötzl
- Helene Lauterböck : La comtesse Amalie Sensheim
- Rudolf Carl : Le porion de Berchtesgaden
- Joseph Egger : Le porion de Hallstatt
- Raoul Retzer : Blasius
- Walter Janssen : Louis Ier, roi de Bavière